# 지오메카
《지오메카》는 영실업과 팝콘픽쳐스가 제작한 대한민국의 로봇 애니메이션이다. 2017년 2월 27일부터 8월 7일까지 《비스트가디언》이 방영했으며, 2017년 8월 21일부터 2018년 2월 12일까지 《캡틴다이노》가 대교어린이TV, MBC TV, 투니버스에서 방영했다.

## 목소리 출연
- 엄현정: 태후
- 이현진: 루이
- 정선혜: 석우
- 안영미: 장군
- 여민정: 헤라
- 심규혁: 제로
- 장민혁: 강 박사, 카이만
- 김은아: 강 소령, 왕초롱
- 방성준: 동 박사, 나스혼
- 현경수: 베어 박사, 스카이호크
- 한신: 랍토르
- 김정아: 와라
- 조현정: 제인 도우
- 홍시호: 블랙 마스크
- 김영은: 닥터 리즈
- 성완경: 레오칸
- 최한: 티라노투스
- 박영재: 프테라스톰
- 강호철: 스테고탱크
- 안효민: 브라키오캐논